# NGC 997
NGC 997 is twee sterrenstelsels in het sterrenbeeld Walvis. Het hemelobject werd op 10 november 1863 ontdekt door de Duitse astronoom Albert Marth.

## Synoniemen
- PGC 9932
- UGC 2102
- IRAS02345-0705
- MCG 1-7-16
- NPM1G +07.0083
- ZWG 414.27